# 曲承美
曲承美（越南语：／，生卒年不詳），史称曲後主，917年—930年（一说923年）任靜海軍節度使一職（名義上受中國後梁承認），管治交趾（今越北地區）。其後，為割據嶺南地區的南漢所攻破，曲承美被擒，靜海節度使曲氏遂亡。

## 生平

### 襲位
曲承美的家族是唐末五代時期鴻州（屬今越南海陽省寧江縣）土豪，父親曲顥擔任靜海節度使一職（907年至917年），管治交趾
（《越史略》則把曲承美寫成「曲全美」，是「顥弟也」）。
據《舊五代史·梁書六·太祖紀第六》所載，中國後梁乾化元年（911年），曲承美（文中寫為「曲美」）以「安南兩使留後」的身份，向後梁朝廷進獻方物：「進筒中蕉五百匹，龍腦、鬱金各五瓶，他海貨等有差。又進南蠻通好金器六物、銀器十二并乾陁綾花繓越𣭻等雜織奇巧者各三十件。」
曲氏的勢力範圍，鄰近割據嶺南的南漢，雙方成敵對狀態。為此，曲承美曾受父命，於917年擔任「歡好使」到南漢國都廣州，以打聽其虛實情形。
同年，曲顥去世，曲承美繼承父位，並於919年「遣使求節鉞」，要求中國後梁王朝承認他的官位，後梁亦加以允許。

### 被擒
南漢君主劉龑對於後梁承認曲承美官位，感到相當不滿。據《南漢書》卷十八所載，對交趾懷有覬覦之心的劉龑，曾想向曲承美施以軟功，「屢欲併吞交管，而慮道遠，兵力不繼，因使詔之。承美堅不肯內附，對人指高祖為『偽朝』，高祖聞，益怒」，最終興兵進攻交趾。《新五代史·南漢世家·劉隱》記載了曲承美兵敗被擒的情形：「（大有）三年（930年），遣將李守鄘、梁克貞攻交趾，擒曲承美等。承美至南海，龑登義鳳樓受俘，謂承美曰：『公常以我為偽廷，今反面縛，何也？』承美頓首伏罪，乃赦之。」（《大越史記全書》則將事件記在癸未後梁龍德三年、後唐同光元年，即923年。）曲承美被擒，亦象徵曲氏家族對交趾統治的終結。
南漢攻破曲氏後，派梁克貞（《安南志略》寫成「梁克正」）留守交趾。其後，曲氏舊將楊廷藝將之驅逐，繼續對抗南漢。

## 評價
- 越南封建時代史家黎嵩批評曲承美的失策，「至於後主，瀆於干戈，賦繁役重，百姓怨嗟，尋為南漢所滅。」[10]

## 外部連結
- （越南文）（中文）. （原始内容存档于2016-03-05）.
- （越南文）（中文）. （原始内容存档于2016-03-04）.
- （中文）.   [2008-08-23]. （原始内容存档于2009-06-16）.

| 前任： 曲顥 | 靜海節度使 917年－923年或930年 | 繼任： 亡於南漢，部將楊廷藝繼續抗爭 |